# Чжумадянь
Чжумадя́нь (кит. упр. 驻马店, пиньинь Zhùmǎdiàn) — городской округ в провинции Хэнань КНР. Название означает «Трактир у места смены лошадей» и связано с существовавшей в этих местах в средневековье почтовой станцией.

## История
Хотя эти места населены с древнейших времён, до недавнего времени они не были объединены в единую административно-территориальную единицу.
В 1949 году был создан Специальный район Синьян (信阳专区), и эти места вошли в его состав. В 1965 году из Специального района Синьян был выделен Специальный район Чжумадянь (驻马店专区), в состав которого также был передан уезд Биян из Специального района Наньян. В 1969 году Специальный район Чжумадянь был переименован в Округ Чжумадянь (驻马店地区).
Постановлением Госсовета КНР от 8 июня 2000 года были расформированы округ Чжумадянь и городской уезд Чжумадянь, и образован городской округ Чжумадянь; бывший городской уезд Чжумадянь стал районом Ичэн в его составе.
В 2014 году уезд Синьцай был выведен из состава городского округа Чжумадянь и переведён в непосредственное подчинение властям провинции Хэнань.

## Административно-территориальное деление
Городской округ Чжумадянь делится на 1 район, 8 уездов:
| Карта | Карта  | Карта    | Карта     | Карта          | Карта         | Карта            |
| ----- | ------ | -------- | --------- | -------------- | ------------- | ---------------- |
|       |        |          |           |                |               |                  |
| #     | Статус | Название | Иероглифы | Пиньинь        | Площадь (км²) | Население (2010) |
| 1     | Район  | Ичэн     | 驿城区    | Yìchéng qū     | 886           | 810 000          |
| 2     | Уезд   | Сипин    | 西平县    | Xīpíng xiàn    | 1098          | 870 000          |
| 3     | Уезд   | Шанцай   | 上蔡县    | Shàngcài xiàn  | 1517          | 1 510 000        |
| 4     | Уезд   | Пинъюй   | 平舆县    | Píngyú xiàn    | 1285          | 980 000          |
| 5     | Уезд   | Чжэнъян  | 正阳县    | Zhèngyáng xiàn | 1904          | 800 000          |
| 6     | Уезд   | Цюэшань  | 确山县    | Quèshān xiàn   | 1667          | 530 000          |
| 7     | Уезд   | Биян     | 泌阳县    | Bìyáng xiàn    | 2789          | 1 000 000        |
| 8     | Уезд   | Жунань   | 汝南县    | Rǔnán xiàn     | 1306          | 850 000          |
| 9     | Уезд   | Суйпин   | 遂平县    | Suípíng xiàn   | 1080          | 560 000          |

## Экономика
В округе расположен завод электроники 9-го НПО компании China Aerospace Science and Technology Corporation.
В г. Чжумадянь находится ООО Корпорация по производству вкусовых добавок к пище "Ван Шоуи Шисаньсян", в частности производится всемирно известная приправа "Маласян". shisanxiang.com